# تفاعلات بين المستهلك والموارد

## التفاعلات بين المستهلك والموارد
التفاعلات بين المستهلك والموارد هي الفكرة الأساسية لسلاسل الغذاء البيئية أو الشبكات الغذائية،وهي مصطلح شامل لمجموعة متنوعة من الأنواع الأكثر تخصصاً من تفاعلات الأنواع البيولوجية بما في ذلك الفريسة والمفترس (انظر الافتراس)، والطفيلي المضيف (انظر التطفل)، أنظمة النباتات العاشبة والضحية المستغلة. تمت دراسة هذه الأنواع من التفاعلات ووضع نماذج لها من قبل علماء البيئة السكانية منذ ما يقرب من قرن من الزمان. تستهلك الأنواع الموجودة في أسفل السلسلة الغذائية، مثل الطحالب وغيرها من الكائنات ذاتية التغذية، موارد غير بيولوجية، مثل المعادن والمواد المغذية بمختلف أنواعها، وتستمد طاقتها من الضوء (الفوتونات) أو المصادر الكيميائية. تعيش الأنواع الأعلى في السلسلة الغذائية عن طريق استهلاك أنواع أخرى ويمكن تصنيفها حسب ما تأكله وكيفية الحصول على طعامها أو العثور عليه.

## تصنيف أنواع المستهلكين
التصنيف القياسي
نشأت مصطلحات مختلفة لتعريف المستهلكين بما يأكلونه، مثل الحيوانات آكلة اللحوم،وآكلة الأسماك،وآكلة الحشرات، وآكلة الحشرات، وآكلة النباتات، وآكلة الحبوب،و آكلة الفاكهة،وآ كلة اللحوم والحيوانات آكلة اللحوم.
تصنيف جيتز
تعتمد فئات المستهلكين في واين جيتز على المواد التي يتم تناولها (النبات:حي أخضر، ميت بني؛ الحيوان: حي أحمر، أرجواني ميت؛ أو الجسيمات: رمادي) واستراتيجية التغذية (الجامع: ظلال أفتح؛ عامل المنجم: ظلال أغمق)
طريقة أخرى لتصنيف المستهلكين، اقترحها عالم البيئة الأمريكي من جنوب أفريقيا واين جيتز، تعتمد على صياغة شبكة تحويل الكتلة الحيوية (BTW) التي تنظم الموارد إلى خمسة مكونات: الحيوانات الحية والميتة، والنباتات الحية والميتة، والجسيمات (أي النباتات المتحللة). كما أنه يميز بين المستهلكين الذين يجمعون مواردهم عن طريق التحرك عبر المناظر الطبيعية وبين أولئك الذين يستخرجون مواردهم من خلال أن يصبحوا لاطئين بمجرد العثور على مخزون من الموارد كبير بما يكفي ليتغذىوا عليه أثناء إكمال مرحلة تاريخ الحياة الكاملة.
في مخطط جيتز، الكلمات التي تشير إلى عمال المناجم هي من أصل يوناني والكلمات التي تشير إلى جامعي الثمار هي من أصل لاتيني. وهكذا فإن آكلة الحيوانات، مثل القطة، تفترس الحيوانات الحية (باللاتينية: bestia = حيوان) بينما التابوت، مثل يرقات ذبابة النبر التي تستخرج اللحم الحي وحيوان zontanophage (باليونانية: zontanos = حي)، مثل عامل منجم أوراق الشجر، يقوم بالمناجم المواد النباتية الحية. آكلة اللحوم (باللاتينية: carcasium = الذبيحة)، مثل النسر ذو الظهر الأبيض، تتغذى على جثث الحيوانات بينما آكلات الجثث (باليونانية: nekros = جثة ميتة)، مثل الذبابة المنتفخة ، تستخرج اللحم الميت. تقوم الحيوانات المنتصرة (باللاتينية: victus = المعيشة) بجمع المواد النباتية الحية، وبالتالي تشمل الحيوانات آكلة الضفائر وآكلة الرحيق وآكلة الجرام وآكلة الحبوب وآكلة الأوراق كفئات فرعية. تقوم الحيوانات آكلة اللحوم، مثل العديد من النمل الأبيض، بجمع المواد النباتية الميتة (باللاتينية: lectus = bed وهو أصل كلمة فضلات، كما في فضلات الأوراق) وthanatophages (باليونانية: ثاناتوس = الموت)، مثل حشرات الحبوب التي تستخرج أكوام النباتات الميتة مادة. تعتبر الحيوانات آكلة اللحوم والحيوانات العاشبة فئات عامة متعددة المجموعات لتجمع المواد الحيوانية والنباتية على التوالي، بغض النظر عما إذا كانت حية أم ميتة. إن المزارعين والزبالين وآكلات المخلفات هم جامعون للمواد الحية والميتة والجسيمات على التوالي. الطفيليات، والعاثيات، والمحللات هي عمال مناجم على التوالي للمواد الحية والميتة والجسيمية.

## جامعو الثمار
- فوليفور
- آكلة الفطريات
- آكلة الفطريات
- آكلة اللحوم
- آكل الحشرات
- الرخويات
- أكلة اللحوم
- أفيفور
- آكلة الإسفنج
- جرامينيفور
- آكلة اللحوم
- الرحيق
- بالينيفور
- آكلة البكتيريا
- المخلفات
- البلعمة

## عمال المناجم
- البلعمة
- جيوفاجي
- البلعمة الدموية
- ليبيدوفاجي
- البلعمة المخاطية
- مفترسات النمل  [لغات أخرى]‏
- جراحة العظام
- أووفاجي
- البلعمة
- البلعمة
- أكلة المشيمة
- التهام
- التابوت
- ثاناتوفاجي
- أكل الخشب
- زونتانوفاجي